# 207. Infanterie-Division (Deutsches Kaiserreich)
Die 207. Infanterie-Division war ein Großverband der Preußischen Armee im Ersten Weltkrieg.

## Geschichte
Die Division wurde Mitte August 1916 gebildet und ausschließlich an der Westfront eingesetzt.

### Gefechtskalender

#### 1916
- ab 1. September – Stellungskämpfe an der Yser
  - 16. bis 22. September – Schlacht an der Somme (nur Divisionsstab)

#### 1917
- bis 27. April – Stellungskämpfe an der Yser
- 28. April bis 20. Mai – Frühjahrsschlacht bei Arras
- 21. Mai bis 7. Juni – Stellungskämpfe in Flandern und Artois
- 08. Juni bis 9. Oktober – Dritte Flandernschlacht
- 09. Oktober bis 31. Dezember – Stellungskämpfe in Flandern und Artois

#### 1918
- 01. Januar bis 4. August – Stellungskämpfe in Flandern und Artois
  - 9. bis 18. April – Schlacht bei Armentières
- 05. August bis 6. September – Kämpfe vor der Front Ypern-La Bassée
- 07. bis 28. September – Kämpfe an der Front Armentiéres-Lens
- 28. September bis 8. Oktober – Abwehrschlacht zwischen Cambrai und St. Quentin
- 13. bis 17. Oktober – Abwehrschlacht in Flandern
- 18. bis 24. Oktober – Nachhutkämpfe zwischen Yser und Lys
- 25. Oktober bis 1. November – Schlacht an der Lys
- 02. bis 4. November – Nachhutkämpfe beiderseits der Schelde
- 05. bis 11. November – Rückzugskämpfe vor der Antwerpen-Maas-Stellung
- ab 12. November – Räumung des besetzten Gebietes und Marsch in die Heimat

## Gliederung

### Kriegsgliederung vom 29. August 1916
- 89. Reserve-Infanterie-Brigade
  - Reserve-Infanterie-Regiment Nr. 209
  - Reserve-Infanterie-Regiment Nr. 213
  - Infanterie-Regiment Nr. 413
  - Feldartillerie-Regiment Nr. 266
  - 1. Landwehr-Pionier-Kompanie/III. Königlich Bayerisches Armee-Korps
  - Minenwerfer-Kompanie Nr. 168

### Kriegsgliederung vom 19. Oktober 1918
- 89. Reserve-Infanterie-Brigade
  - Reserve-Infanterie-Regiment Nr. 98
  - Reserve-Infanterie-Regiment Nr. 209
  - Reserve-Infanterie-Regiment Nr. 213
  - 4. Eskadron/Ulanen-Regiment „Großherzog Friedrich von Baden“ (Rheinisches) Nr. 7
- Artillerie-Kommandeur Nr. 207
  - Mansfelder Feldartillerie-Regiment Nr. 75
  - Fußartillerie-Bataillon Nr. 38
- Pionier-Bataillon Nr. 207
- Divisions-Nachrichten-Kommandeur Nr. 207

## Kommandeure
| Dienstgrad      | Name             | Datum                                |
| --------------- | ---------------- | ------------------------------------ |
| Generalleutnant | Max Schrötter    | 29. August 1916 bis 18. Oktober 1918 |
| Generalmajor    | Wilhelm Matthias | 19. Oktober 1918 bis 20. Januar 1919 |